# The Sandpiper
The Sandpiper is een Amerikaanse dramafilm uit 1965 onder regie van Vincente Minnelli.

## Verhaal
De predikant Edward Hewitt wordt verliefd op de vrijgevochten schilderes Laura Reynolds. Ze beginnen een relatie, maar Edward heeft al gauw schuldgevoelens vanwege zijn vrouw en zijn geloof.

## Rolverdeling
| Acteur            | Personage         |
| ----------------- | ----------------- |
| Elizabeth Taylor  | Laura Reynolds    |
| Richard Burton    | Dr. Edward Hewitt |
| Eva Marie Saint   | Claire Hewitt     |
| Charles Bronson   | Cos Erickson      |
| Robert Webber     | Ward Hendricks    |
| James Edwards     | Larry Brant       |
| Torin Thatcher    | Rechter Thompson  |
| Tom Drake         | Walter Robinson   |
| Douglas Henderson | Phil Sutcliff     |
| Morgan Mason      | Danny Reynolds    |

## Prijzen en nominaties
| Jaar | Prijs  | Categorie              | Genomineerde(n)                    | Uitslag  |
| ---- | ------ | ---------------------- | ---------------------------------- | -------- |
| 1965 | Oscars | Beste originele nummer | Johnny Mandel Paul Francis Webster | Gewonnen |